# Éruption du Trevejo
 (avril 2021).
Le contenu est difficilement compréhensible vu les erreurs de traduction, qui sont peut-être dues à l'utilisation d'un logiciel de traduction automatique.
L'éruption du Trevejo, également appelée éruption du de l'Arenas Negras, est une éruption volcanique qui a eu lieu du 5 au 14 mai 1706, à environ huit kilomètres au sud de la ville de Garachico, au nord de l'île de Tenerife en Espagne. L'éruption a détruit le vieux port de Garachico (à l'époque le plus important de Tenerife) mettant fin à une période faste pour la ville,,.

## Histoire
Au cours des XVIIe et XVIIIe siècles, le port de Garachico fut le port commercial le plus important de Tenerife grâce au commerce des marchandises (vin et sucre) pour l'Amérique et l'Europe. La ville de Garachico a été fondée par le banquier génois Cristóbal de Ponte après la conquête de Tenerife en 1496. La ville s'est enrichie grâce à son port. Elle abrita de nombreux palais, propriétés, maisons seigneuriales, riches couvents et monastères, ainsi que des églises. Garachico est l'un des centres historiques et artistiques les mieux conservés et représentatifs de l'archipel des Canaries.
À l'aube du 5 mai 1706, le volcan Trevejo explosa et la lave se répandit dans la mer par un ravin escarpé en raison de l'orographie de l'île. L'éruption dévasta la ville et surtout le port de Garachico qui fut totalement recouvert, sept coulées de lave descendant par la pente balayèrent et enterrèrent une grande partie de la ville.
L'écrivain victorien Olivia Stone, lors de son voyage aux îles Canaries en 1883, recueillit des témoignages de l'éruption et fit une description de l'événement. Malgré le ton apocalyptique du récit de Stone, l'éruption n'a pas causé la destruction totale de la ville.
Malgré tout, il n’y a pas eu de décès car la population a pu s’abriter. Par exemple, lors de l'éruption, les religieuses du monastère de l'Immaculée Conception furent évacuées et ne revinrent que deux ans plus tard, même si le monastère ne fut pas endommagé par l'éruption.
Les coulées de lave atteignirent la mer qui, curieusement, a conquis le territoire de la municipalité, en plus de créer des piscines naturelles et des flaques d'eau appelées El Caletón. L'éruption toucha également, dans une moindre mesure, une partie de la ville voisine d'El Tanque. L'éruption se termina le 14 mai 1706.

## Conséquences
Malgré un indice d'explosivité relativement faible, l'éruption du volcan Trevejo est le phénomène volcanique ayant eu le plus de répercussions économiques et sociales sur l'île de Tenerife.
Cette éruption ne fit pas de pertes humaines attestées mais affecta le développement historique, économique et artistique de Garachico, notamment en causant la destruction du vieux port et d'importants trésors architecturaux de la ville. Par exemple, la lave s'arrêta étonnamment au pied de l'église paroissiale, église de Santa Ana, cependant, les pièces moulées étaient assez proches pour que la chaleur les enflamme. L'église a dû être reconstruite entre 1714 et 1721. L'éruption balaya aussi les couvents de San Diego, Santa Clara et San Francisco, ainsi que la maison du comte de La Gomera.
Après cette catastrophe naturelle, les commerçants utilisèrent ensuite la jetée de Puerto de la Cruz, et Garachico resta un petit port de pêche. Cela entraîna la suspension du commerce international de la ville, contribuant à son déclin.
Le philologue, historien et professeur roumain Alexandre Cioranescu, a appelé l'éruption du volcan Trevejo et ses conséquences comme « la Pompéi des Canaries ».